# Westfaals voetbalkampioenschap 1921/22
In 1921/22 werd het tiende Westfaals voetbalkampioenschap gespeeld, dat georganiseerd werd door de West-Duitse voetbalbond. 
Arminia Bielefeld werd kampioen en plaatste zich voor de West-Duitse eindronde. De zes kampioenen werden over één groep verdeeld en Bielefeld werd ook hier kampioen waardoor ze zich ook plaatsten voor de eindronde om de landstitel, waar ze in de eerste ronde met zware 5:0 cijfers verloren van FC Wacker München.
TV 1861 Osnabrück nam de naam SuS Osnabrück aan. 

Mindener SC 1905 fuseerde met TV Jahn Minden tot SVg Minden 05.

## Gauliga
| Plaats | Club                          | Wed. | W  | G | V  | Saldo | Ptn.  |
| ------ | ----------------------------- | ---- | -- | - | -- | ----- | ----- |
| 1.     | TG Arminia Bielefeld          | 18   | 18 | 0 | 0  | 57:10 | 36:0  |
| 2.     | SV Viktoria 09 Recklinghausen | 18   | 10 | 2 | 6  | 12:10 | 22:14 |
| 3.     | SuS Osnabrück                 | 18   | 9  | 3 | 6  | 24:18 | 21:15 |
| 4.     | Hammer SpV 04                 | 17   | 9  | 1 | 7  | 31:23 | 19:15 |
| 5.     | SC Preußen 06 Münster         | 18   | 9  | 1 | 8  | 28:25 | 19:17 |
| 6.     | FC 09 Gronau                  | 18   | 6  | 4 | 8  | 17:28 | 16:20 |
| 7.     | BV 99 Osnabrück               | 17   | 7  | 1 | 10 | 23:26 | 15:19 |
| 8.     | TuSV 59/03 Hamm               | 18   | 6  | 3 | 8  | 19:25 | 15:21 |
| 9.     | VfB 1903 Bielefeld            | 18   | 2  | 6 | 10 | 16:31 | 10:26 |
| 10.    | SVg Minden 05                 | 18   | 1  | 3 | 14 | 12:43 | 5:31  |

|  | Kampioen, geplaatst voor West-Duitse eindronde |